# The Fat of the Land
| 전문가 평가            | 전문가 평가                 |
| 평가 점수              | 평가 점수                   |
| 출처                   | 점수                        |
| ---------------------- | --------------------------- |
| AllMusic               | [ 2 ]                       |
| Entertainment Weekly   | B                           |
| The Guardian           | [ 4 ]                       |
| Los Angeles Times      | [ 5 ]                       |
| The New Zealand Herald | [ 6 ]                       |
| NME                    | 8/10                        |
| Pitchfork              | 7.9/10 (1999) 5.9/10 (2018) |
| Q                      | [ 10 ]                      |
| Rolling Stone          | [ 11 ]                      |
| Spin                   | 7/10                        |

《The Fat of the Land》는 1997년 6월 30일 XL 레코딩스를 통해 발매된 영국의 전자 음악 그룹 프로디지의 세 번째 스튜디오 음반이다. 이 음반은 비평가들의 호평을 받았으며 영국 음반 차트 및 미국 빌보드 200에서 1위를 차지했다. 2019년 현재 전 세계적으로 천만 장 이상 판매되었다.

## 배경
리엄 하울렛이 작곡을 총괄하고 있고 맥심 리얼리티가 2곡에 수록된 이 음반은 영국 싱글 차트 1위에 오른 두 곡 중 가장 큰 히트를 포함해 4곡의 보컬을 제공하고 3곡을 공동 작곡한 키스 플린트의 기여가 포함된 최초의 음반이다. 그는 또한 L7의 곡 〈Fuel My Fire〉의 커버에서 보컬을 맡고 있다(1994년 음반 《Hungry for Stink》의 수록곡이다). 비록 그는 어떠한 프로디지 소재에도 음악적이거나 보컬적인 기여를 하지 않았지만, 《The Fat of the Land》는 1999년에 밴드를 떠난 리로이 손힐이 참여한 세 번째이자 마지막 음반이다. 《The Fat of the Land》 음반 커버는 "The"를 떨어뜨리고 개미 실루엣을 추가하면서 새로운 로고를 특징으로 했다. 이 음반의 제목은 잘 살거나 부유하다는 뜻의 옛 영어 구절인 '땅의 살림'에서 따왔다.

## 발매
6월 마지막 주에 발매된 이 음반은 1997년 7월 19일 빌보드 200 차트 1위를 기록했다. 그해 12월 2일 더블 플래티넘 인증을 받은 이 음반은 미국에서 260만 장이 팔렸다.
1999년, 《The Fat of the Land》는 가장 빨리 팔린 영국 음반으로 《기네스 세계 기록》에 올랐다. 이 음반은 1998년 그래미 어워드 최우수 얼터너티브 뮤직 앨범에도 후보로 올랐으나 라디오헤드의 《OK Computer》에 패했다.

## 곡 목록
| #   | 제목                                    | 작사·작곡                                                                        | 재생 시간 |
| --- | --------------------------------------- | -------------------------------------------------------------------------------- | --------- |
| 1.  | 〈Smack My Bitch Up (Feat. 샤힌 배더)〉 | 리엄 하울렛, 세드릭 밀러, 트레버 랜돌프, 모리스 스미스, 키스 손턴                | 5:20      |
| 2.  | 〈Breathe〉                             | 하울렛, 키스 플린트, 키스 파머                                                   | 5:35      |
| 3.  | 〈Diesel Power (Feat. 쿨 키스)〉        | 하울렛, 손턴                                                                     | 4:17      |
| 4.  | 〈Funky Shit〉                          | 하울렛, 마이크 D, 애덤 호로비츠, 아담 요크                                       | 5:16      |
| 5.  | 〈Serial Thrilla〉                      | 하울렛, 플린트, 렌 아란, 데보라 다이어                                           | 5:11      |
| 6.  | 〈Mindfields〉                          | 하울렛, 파머                                                                     | 5:40      |
| 7.  | 〈Narayan (Feat. 크리스피안 밀스)〉     | 하울렛, 크리스피안 밀스                                                          | 9:05      |
| 8.  | 〈Firestarter〉                         | 하울렛, 플린트, 킴 딜, 앤 더들리, 트레버 혼, 게리 랭건, 조나단 제칼리크, 폴 몰리 | 4:41      |
| 9.  | 〈Climbatize〉                          | 하울렛, 티모시 타일러                                                            | 6:38      |
| 10. | 〈Fuel My Fire (Feat. 사프란)〉         | 도니타 스파크스, 피터 존스, 로스 나이트, 빌 월시                                 | 4:19      |

## 인증
| 국가                                                  | 인증        | 판매량/출하량 |
| ----------------------------------------------------- | ----------- | ------------- |
| 오스트레일리아 (ARIA)                                 | 2× 플래티넘 | 140,000^      |
| 오스트리아 (IFPI 오스트리아)                          | 골드        | 25,000*       |
| 벨기에 (BEA)                                          | 플래티넘    | 50,000*       |
| 캐나다 (뮤직 캐나다)                                  | 3× 플래티넘 | 300,000^      |
| 핀란드 (Musiikkituottajat)                            | 플래티넘    | 42,426        |
| 프랑스 (SNEP)                                         | 2× 골드     | 200,000*      |
| 독일 (BVMI)                                           | 골드        | 250,000^      |
| 이탈리아 (FIMI)                                       | 골드        | 50,000*       |
| 일본 (RIAJ)                                           | 플래티넘    | 200,000^      |
| 네덜란드 (NVPI)                                       | 2× 플래티넘 | 200,000^      |
| 뉴질랜드 (RMNZ)                                       | 플래티넘    | 15,000^       |
| 스페인 (PROMUSICAE)                                   | 플래티넘    | 100,000^      |
| 스위스 (IFPI 스위스)                                  | 골드        | 25,000^       |
| 스웨덴 (GLF)                                          | 플래티넘    | 80,000^       |
| 영국 (BPI)                                            | 4× 플래티넘 | 1,428,172     |
| 미국 (RIAA)                                           | 2× 플래티넘 | 2,600,000     |
| 요약                                                  |             |               |
| 유럽 (IFPI)                                           | 2× 플래티넘 | 2,000,000*    |
| *판매량을 기반으로 한 인증 ^출하량을 기반으로 한 인증 |             |               |